# Eugrapta igniflua
Eugrapta igniflua là một loài bướm đêm trong họ Noctuidae.